# Prototype (石川智晶單曲)
《Prototype》（日语：プロトタイプ）是日本女性創作歌手石川智晶的第5張（總計第6張）單曲。2008年12月3日由Flying DOG（JVC Entertainment）發行。

## 解說
《Prototype》是自從石川的上一張單曲《1/2》以來，相隔1年發行的最新單曲。而且是石川從See-Saw時期（與梶浦由記2人一起組成）出的單曲「我們曾如此親密的在一起」（2003年）「你與我如此相似」（2005年）之後，第3首被鋼彈系列作品選用的片尾主題曲。
另外，本單曲在初次亮相之後，於Oricon創下週榜第3名的最高排名成績。同時是石川單飛之後第一次擠進前10名、及See-Saw時期最高排名的單曲。
還有，本單曲在電視廣告進行宣傳時，旁白是由《機動戰士鋼彈00 2nd Season》角色阿雷路亞·帕普提茲姆的配音員吉野裕行擔任。

## 收錄歌曲
所有歌曲由石川智晶作詞、作曲，編曲。
1. Prototype [5:43]
  - 電視動畫《機動戰士鋼彈00 2nd Season》第2話－第13話片尾主題曲[1]。
2. squall [4:44]
  - 電視動畫《機動戰士鋼彈00》形象歌曲
3. Prototype (without vocal)
4. squall (without vocal)

## 外部連結
- flying DOG公式官網內的相關頁面
  - 特設網站（页面存档备份，存于） （日語）
  - 商品情報（页面存档备份，存于） （日語）